# Lijst van voetbalinterlands Jamaica - Saint Lucia
Deze lijst van voetbalinterlands is een overzicht van alle officiële voetbalwedstrijden tussen de nationale teams van Jamaica en Saint Lucia. De landen speelden tot op heden tien keer tegen elkaar. De eerste ontmoeting, een kwalificatiewedstrijd voor de  Caribbean Cup 1989, werd gespeeld in Kingston op 18 juni 1989. Het laatste duel, een vriendschappelijke wedstrijd, vond plaats op 5 maart 2014 in Gros Islet.

## Wedstrijden
| №  | Plaats     | Datum             | Competitie                          | Wedstrijd             | Uitslag |
| -- | ---------- | ----------------- | ----------------------------------- | --------------------- | ------- |
| 1  | Kingston   | 18 juni 1989      | Caribbean Cup 1989 kwalificatie     | Jamaica – Saint Lucia | 1 – 1   |
| 2  | Kingston   | 30 mei 1991       | Caribbean Cup 1991                  | Jamaica – Saint Lucia | 2 – 0   |
| 3  | Kingston   | 19 juli 1995      | Caribbean Cup 1995                  | Jamaica – Saint Lucia | 2 – 1   |
| 4  | Castries   | 24 oktober 1997   | Vriendschappelijk                   | Saint Lucia – Jamaica | 1 – 3   |
| 5  | Vieux Fort | 11 augustus 2002  | Vriendschappelijk                   | Saint Lucia – Jamaica | 1 – 3   |
| 6  | Kingston   | 26 maart 2003     | CONCACAF Gold Cup 2003 kwalificatie | Jamaica – Saint Lucia | 5 – 0   |
| 7  | Vieux Fort | 12 december 2004  | Caribbean Cup 2005 kwalificatie     | Saint Lucia – Jamaica | 1 – 1   |
| 8  | Kingston   | 19 december 2004  | Caribbean Cup 2005 kwalificatie     | Jamaica – Saint Lucia | 2 – 1   |
| 9  | Kingston   | 27 september 2006 | Caribbean Cup 2007 kwalificatie     | Jamaica – Saint Lucia | 4 – 0   |
| 10 | Gros Islet | 5 maart 2014      | Vriendschappelijk                   | Saint Lucia – Jamaica | 0 – 5   |

## Samenvatting
| Competitie                     | Totaal gespeeld | Winst Jamaica | Gelijk | Winst Saint Lucia | Doelsaldo Jamaica – Saint Lucia |
| ------------------------------ | --------------- | ------------- | ------ | ----------------- | ------------------------------- |
| CONCACAF Gold Cup-kwalificatie | 1               | 1             | 0      | 0                 | 5 − 0                           |
| Caribbean Cup                  | 2               | 2             | 0      | 0                 | 4 − 1                           |
| Caribbean Cup-kwalificatie     | 4               | 2             | 2      | 0                 | 8 − 3                           |
| Vriendschappelijk              | 3               | 3             | 0      | 0                 | 11 − 2                          |
| Totaal                         | 10              | 8             | 2      | 0                 | 28 − 6                          |

JFF · A-internationals · Bondscoaches · Selecties · Statistieken · Jamaicaans vrouwenelftal · Olympisch elftal · Jamaica U21 · Jamaica U19 · Jamaica U17
1920 – 1959 · 
1960 – 1969 · 
1970 – 1979 · 
1980 – 1989 · 
1990 – 1999 · 
2000 – 2009 · 
2010 – 2019 · 
2020 – 2029
Gold Cup 1991 · 
Gold Cup 1993 · 
Gold Cup 1998 · 
Gold Cup 2000 · 
Gold Cup 2003 · 
Gold Cup 2005 · 
Gold Cup 2009 · 
Gold Cup 2011 · 
Gold Cup 2015
Copa América 2015
WK 1998
1925 · 
1926 · 
1927–1929 · 
1930 · 
1931 · 
1932 · 
1933–1934 · 
1935 · 
1936 · 
1937 · 
1938 · 
1939–1946 · 
1947 · 
1948 · 
1949 · 
1950 · 
1951 · 
1952 · 
1953 · 
1954–1956 · 
1957 · 
1958 · 
1959 · 
1960 · 
1961 · 
1962 · 
1963 · 
1964 · 
1965 · 
1966 · 
1967 · 
1968 · 
1969 · 
1970 · 
1971 · 
1972 · 
1973 · 
1974 · 
1975 · 
1976 · 
1977 · 
1978 · 
1979 · 
1980 · 
1981 · 
1982 · 
1983 · 
1984 · 
1985 · 
1986 · 
1987 · 
1988 · 
1989 · 
1990 · 
1991 · 
1992 · 
1993 · 
1994 · 
1995 · 
1996 · 
1997 · 
1998 · 
1999 · 
2000 · 
2001 · 
2002 · 
2003 · 
2004 · 
2005 · 
2006 · 
2007 · 
2008 · 
2009 · 
2010 · 
2011 · 
2012 · 
2013 · 
2014 · 
2015 · 
2016 ·
2017 ·
2018 ·
2019 ·
2020 ·
2021 ·
2022 ·
2023 ·
2024
Amerikaanse Maagdeneilanden ·
Antigua en Barbuda ·
Argentinië ·
Aruba ·
Australië ·
Bahama's ·
Barbados ·
Bermuda ·
Bolivia ·
Brazilië ·
Britse Maagdeneilanden ·
Bulgarije ·
Canada ·
Chili ·
China ·
Colombia ·
Costa Rica ·
Cuba ·
Curaçao ·
Dominica ·
Dominicaanse Republiek ·
Ecuador ·
Egypte ·
El Salvador ·
Engeland ·
Frankrijk ·
Ghana ·
Grenada ·
Guatemala ·
Guyana ·
Haïti ·
Honduras ·
Ierland ·
India ·
Indonesië ·
Iran ·
Japan ·
Jordanië ·
Kaaimaneilanden ·
Kameroen ·
Kroatië ·
Maleisië ·
Marokko ·
Mexico ·
Nederlandse Antillen ·
Nicaragua ·
Nieuw-Zeeland ·
Nigeria ·
Noord-Macedonië ·
Noorwegen ·
Panama ·
Paraguay ·
Peru ·
Puerto Rico ·
Qatar ·
Saint Kitts en Nevis ·
Saint Lucia ·
Saint Vincent en de Grenadines ·
Saoedi-Arabië ·
Servië ·
Suriname ·
Trinidad en Tobago ·
Uruguay ·
Venezuela ·
Verenigde Staten ·
Vietnam ·
Wales ·
Zambia ·
Zuid-Afrika ·
Zuid-Korea ·
Zweden ·
Zwitserland
SLFA · Saint Luciaans vrouwenelftal
Amerikaanse Maagdeneilanden ·
Anguilla ·
Antigua en Barbuda ·
Aruba ·
Barbados ·
Bermuda ·
Britse Maagdeneilanden ·
Canada ·
Cuba ·
Curaçao ·
Dominica ·
Dominicaanse Republiek ·
El Salvador ·
Grenada ·
Guatemala ·
Guyana ·
Haïti ·
Jamaica ·
Kaaimaneilanden ·
Montserrat ·
Nederlandse Antillen ·
Panama ·
Puerto Rico ·
Saint Kitts en Nevis ·
Saint Vincent en de Grenadines ·
San Marino ·
Suriname ·
Trinidad en Tobago ·
Turks- en Caicoseilanden